# Порыш
По́рыш — река в России, протекает по Верхнекамскому району Кировской области. Устье реки находится в 1261 км по левому берегу реки Кама. Длина реки составляет 131 км, площадь водосборного бассейна 2210 км².
Исток реки в северо-восточной части обширного болота Брусничное в 6 км восточнее посёлка Брусничный. Река течёт на северо-восток, в нижнем течении на восток по ненаселённому заболоченному лесному массиву. Русло сильно извилистое, в низовьях образует затоны и старицы. Ширина реки до впадения Имы и Гудыси не превышает 30 метров, ниже составляет 30-40 метров. Впадает в Каму у нежилого и упразднённого посёлка Порыш в 15 км к северо-востоку от посёлка Камский. В нижнем течении русло Порыша соединено с Камой протокой Мурты, в которой есть слабое течение от Камы к Порышу. Высота устья — 132,0 м над уровнем моря.

## Притоки (км от устья)
- река Косвич (лв)
- 14 км: Протока Мурты (пр)
- река Кибановка (пр)
- 33 км: река Кузель (лв)
- река Вольпас (пр)
- 64 км: река Сысола (лв)
- река Тылога (лв)
- 76 км: река Мысыч (лв)
- 76 км: река Комыч (пр)
- 88 км: река Гудысь (пр)
- 89 км: река Има (лв)
- 104 км: река Нюба (пр)
- 115 км: река Волька (пр)
- 119 км: река Полчас (пр)
- 122 км: река Мурис (лв)

## Данные водного реестра
По данным государственного водного реестра России относится к Камскому бассейновому округу, водохозяйственный участок реки — Кама от истока до водомерного поста у села Бондюг, речной подбассейн реки — бассейны притоков Камы до впадения Белой. Речной бассейн реки — Кама.
Код объекта в государственном водном реестре — 10010100112111100001198.